# دی‌استیل‌پروکساید
دی‌استیل‌پروکساید (به انگلیسی: Diacetyl peroxide) یک ترکیب شیمیایی با شناسه پاب‌کم ۸۰۴۰ است.